# Brachystele burkartii
Brachystele burkartii är en orkidéart som beskrevs av Maevia Noemi Correa. Brachystele burkartii ingår i släktet Brachystele och familjen orkidéer. Inga underarter finns listade i Catalogue of Life.